# FIFA Puskás Award 2017
Il FIFA Puskás Award 2017, nona edizione del premio per il gol ritenuto più bello dell'anno, è stato vinto da Olivier Giroud per la rete segnata con la maglia dell'Arsenal contro il Crystal Palace in una partita della Premier League 2016-2017. Il francese ha ricevuto il 36,17% dei voti espressi nella seconda fase del sondaggio, a cui hanno partecipato i tre calciatori più votati nella prima fase.

## Classifica
| Pos.             | Giocatore            | Squadra             | Avversario        | Risultato | Competizione                                                            | Percentuale |
| ---------------- | -------------------- | ------------------- | ----------------- | --------- | ----------------------------------------------------------------------- | ----------- |
| 1                | Olivier Giroud       | Arsenal             | Crystal Palace    | 1–0       | Premier League 2016-2017                                                | 36,17%      |
| 2                | Oscarine Masuluke    | Baroka              | Orlando Pirates   | 1-1       | Premier Soccer League 2016-2017                                         | 27,48%      |
| 3                | Deyna Castellanos    | Venezuela           | Camerun           | 2–1       | Fase a gironi del Campionato mondiale femminile Under 17 di calcio 2016 | 20,47%      |
| Non classificati | Kevin-Prince Boateng | Villarreal          | Las Palmas        | 2-1       | Primera División 2016-2017                                              |             |
| Non classificati | Alejandro Camargo    | Univ. de Concepción | O'Higgins         | 3–1       | Primera División 2016-2017                                              |             |
| Non classificati | Moussa Dembélé       | Celtic              | St. Johnstone     | 5–2       | Scottish Premiership 2016-2017                                          |             |
| Non classificati | Avilés Hurtado       | Atlas               | Club Tijuana      | 1–1       | Liga MX 2016-2017                                                       |             |
| Non classificati | Mario Mandžukić      | Juventus            | Real Madrid       | 1–1       | Finale della UEFA Champions League 2016-2017                            |             |
| Non classificati | Nemanja Matić        | Chelsea             | Tottenham         | 4–2       | Semifinali della FA Cup 2016-2017                                       |             |
| Non classificati | Jordi Mboula         | Barcellona          | Borussia Dortmund | 4–1       | Ottavi di finale della UEFA Youth League 2016-2017                      |             |